# Отто-Зур-аллее

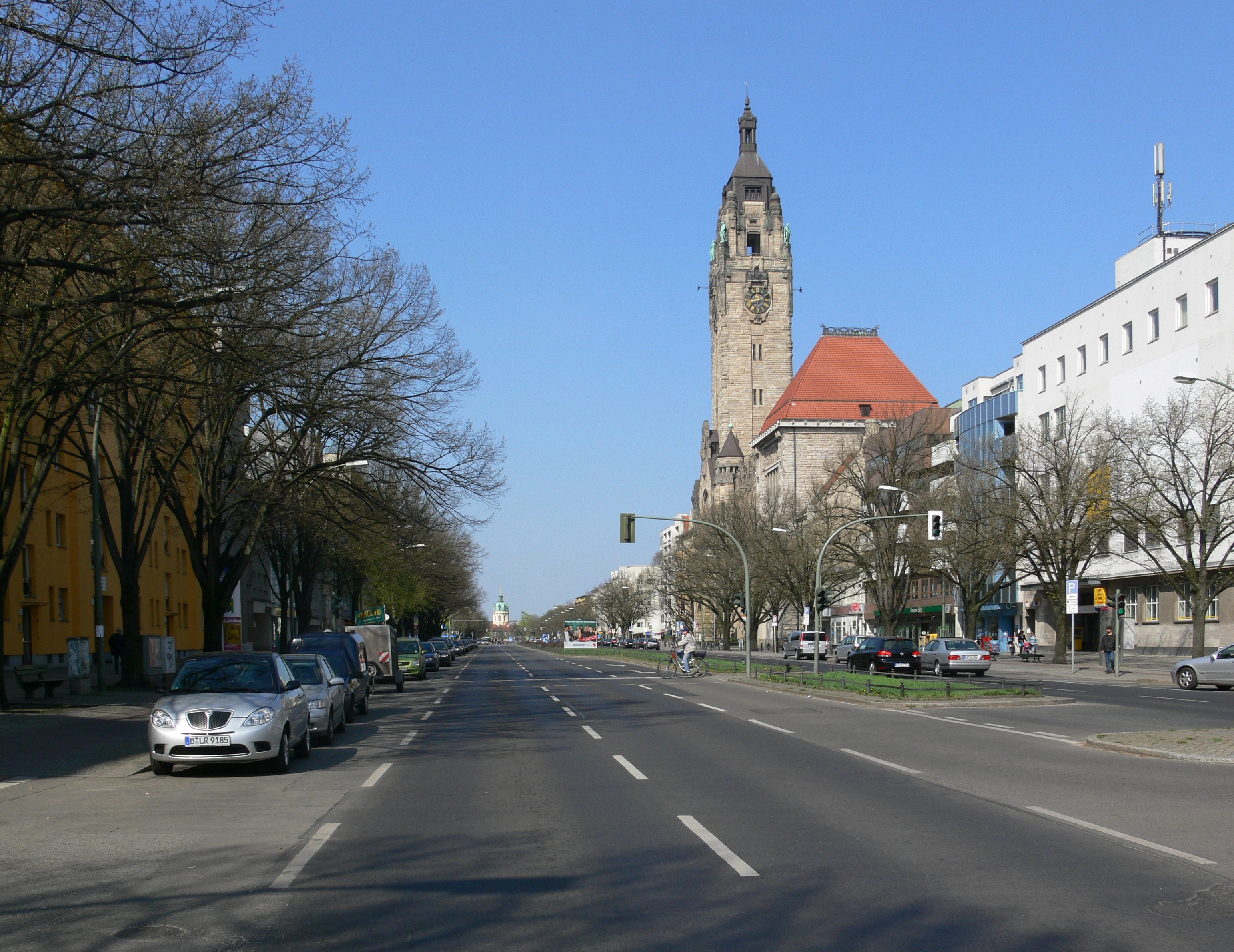
Отто-Зур-аллее. Вид на Шарлоттенбургскую ратушу

Отто-Зур-аллее (нем. Otto-Suhr-Allee — «аллея Отто Зура», ранее Берлинер-штрассе (нем. Berliner Straße — «Берлинская улица»)) — одна из основных магистралей района Шарлоттенбург в округе Шарлоттенбург-Вильмерсдорф в Берлине. Отто-Зур-аллее длиной 1630 м составляет часть старинного пути, который вёл от Берлинского городского дворца к Шарлоттенбургскому по бульвару Унтер-ден-Линден через Парижскую площадь, Бранденбургские ворота, Большой Тиргартен и площадь Эрнст-Ройтер-плац. Непосредственно перед Шарлоттенбургским дворцом улица переходит в улицу Шпандауэр-дамм. Изначально Берлинская улица была переименована в 1957 году в честь правящего бургомистра Берлина, политика-социал-демократа Отто Зура.
Берлинская улица была проложена в 1703—1704 годах и в 1705 году была назначена королём главной улицей Шарлоттенбурга. В 1710 году на улице появились фонари и вдоль неё были высажены липы в шесть рядов. К концу XVIII века Шарлоттенбург стал популярным местом летних прогулок берлинцев и со строительством доходных домов и вилл состоятельных горожан Берлин стал постепенно развиваться на восток вдоль Берлинской улицы. В 1905 году на Берлинской улице было построено монументальное здание Шарлоттенбургской ратуши.